# ASCII Media Works
ASCII Media Works (jap. アスキー・メディアワークス Asukī Media Wākusu), dawniej ASCII Media Works, Inc. (jap. 株式会社アスキー・メディアワークス Kabushiki gaisha Asukī Media Wākusu) – japońskie wydawnictwo i marka firmy Kadokawa Corporation, powstała 1 kwietnia 2008 roku w wyniku połączenia ASCII i MediaWorks, podczas którego ASCII zostało przejęte przez MediaWorks. Prezesem ASCII Media Works został Kiyoshi Takano, dotychczasowy prezes ASCII. 1 października 2013 roku firma została wcielona w skład Kadokawa Corporation. 1 kwietnia 2018 roku działalność ASCII (obejmująca m.in. media związane z technologią informacyjną) została przeniesiona do Kadokawa ASCII Research Laboratories.
Firma specjalizuje się w wydawaniu książek, czasopism komputerowych i rozrywkowych, mang i gier komputerowych. ASCII Media Works jest znane ze swoich magazynów i imprintów Dengeki (jap. 電撃; pol. wstrząs elektryczny), które obejmują takie czasopisma jak „Dengeki Daioh” i „Dengeki G’s Magazine” oraz główny imprint wydawniczy light novel Dengeki Bunko. Produkty firmy skierowane są głównie do japońskich mężczyzn otaku i obejmujące takie zagadnienia jak anime, light novel, mangi, plastikowe modele i powieści wizualne. Pod marką ASCII firma zajmuje się również informatyką i przedsięwzięciami związanymi z technologią informacyjną, publikując m.in. czasopismo „Weekly ASCII” oraz inne magazyny komputerowe i IT. ASCII Media Works publikuje także czasopisma skierowane do kobiet: „Character Parfait”, „Dengeki Girl’s Style” i „Sylph”. Firma organizuje coroczne konkursy dla oryginalnych powieści i mang, takie jak konkurs light noveli Dengeki Novel Prize.

## Wydawane czasopisma
ASCII Media Works wydaje czasopisma pod imprintem Dengeki, a ich tematyka obejmuje gry komputerowe, anime, mangi, hobby i różne zainteresowania. Magazyny te przed fuzją były publikowane przez MediaWorks. Czasopisma informatyczne, wcześniej publikowane przez ASCII, obecnie publikowane są przez ASCII Media Works.
| - „ASCII Cloud” - „Character Parfait” - „Comic@loid” - „Dengeki Arcade Game” - „Dengeki Bunko Magazine” - „Dengeki Daioh” - „Dengeki G’s Magazine” - „Dengeki Girl’s Style” - „Dengeki Hime” - „Dengeki Hobby Magazine” | - „Dengeki Maoh” - „Dengeki Nintendo” - „Dengeki PlayStation” - „Hoshi Navi” - „MacPeople” - „Mobile ASCII” - „Sylph” - „Ubuntu Magazine Japan” - „Weekly ASCII” |